# Корнедо-Вичентино
Корнедо-Вичентино (итал. Cornedo Vicentino) — коммуна в Италии, располагается в провинции Виченца области Венеция.
Население составляет 10 552 человека, плотность населения составляет 459 чел./км². Занимает площадь 23 км². Почтовый индекс — 36073. Телефонный код — 0445.
Покровителями коммуны почитаются Пресвятая Богородица (Madonna di Monte Berico), празднование 8 сентября, и святой Иоанн Креститель.

## Города-побратимы
- Собрадинью, Бразилия (2002)